# Lysinibacillus sphaericus
Lysinibacillus sphaericus (früher Bacillus sphaericus) ist eine Gram-positive Bakterienspezies, deren Peptidoglycanzellwand das namensgebende Lysin sowie Asparaginsäure, Alanin und Glutaminsäure enthält. Das Sporen bildende Bakterium kommt natürlicherweise in Böden vor. Es ist resistent gegen höhere Schwermetallkonzentrationen. Lysinibacillus sphaericus ist ein pathogener Erreger für zahlreiche Insekten.

## Nutzung durch den Menschen
Kommerziell existieren Präparate als Insektizid gegen Stechmücken. Vegetative Zellen von Lysinibacillus sphaericus wirken effektiv gegen die Gelbfiebermücke, Sporen oder vegetative Zellen inhibieren die Stechmücke Culex quinquefasciatus.